# Talba
Talba est un village du Cameroun situé dans la région du Centre et le département du Lekié. Il fait partie de la commune de Ebebda. La culture du cacao occupe une place centrale dans l'économie locale.

## Population
Lors du recensement de 2005, la localité comptait 2 284 habitants.